# Capuchinos (Cruz Roja) (métro de Séville)
Capuchinos (Cruz Roja) est une future station de la ligne 3 du métro de Séville. Elle sera située sous le croisement de l'avenue de la Croix-Rouge et le boulevard des Capucins, dans le district de Macarena, à Séville.

## Situation sur le réseau
Établie en souterrain, Capuchinos (Cruz Roja) sera une station de passage de la ligne 3 du métro de Séville. Elle sera située après Macarena, en direction du terminus nord de Pino Montano Norte, et avant María Auxiliadora, en direction du terminus sud de Hospital de Valme.

## Histoire
L'emplacement de la station est présenté au public le 13 janvier 2022, lors du dévoilement du projet définitif du tronçon nord de la ligne 3.